# Somkútpataka
Somkútpataka falu Romániában, Máramaros megyében.

## Fekvése
Máramaros megyében, Nagysomkúttól délnyugatra, Nagykörtvélyes és Törökfalu közt fekvő település. A település határában van Runk-tanya.

## Története
Somkútpataka  a kővári uradalomhoz tartozott. A 19. század közepén a báró Kleisberg családnak volt itt birtoka. A 20. század elején a falunak nagyobb birtokosa nem volt.
Borovszky az 1900-as évek elején írta a községről: "…Kisközség a somkúti járásban, 261 házzal és 1181 oláh lakossal, akik között 1131 g. keleti, 411 görögkatolikus vallású. (Az egész községben csak 9 tud magyarul, s 21 ír, olvas.) Határa 2185 k. hold…A község utolsó postája, vasúti és távíróállomása Nagysomkút."
A trianoni békeszerződés előtt  Szatmár vármegye Nagysomkúti járásához tartozott.

## Nevezetességek
- Görögkeleti templom